# Blaringhem
Blaringhem (in olandese Blaringem) è un comune francese di 2 059 abitanti situato nel dipartimento del Nord nella regione dell'Alta Francia.

## Società

### Evoluzione demografica
Abitanti censiti